# Ingrid Knipfer
Ingrid Knipfer is een Belgisch schrijfster en dichteres.
Ingrid Knipfer werd geboren in het Duitse Wiesbaden. Ze groeide op tussen Brussel en Gent. Eerst schreef ze poëzie die in literaire tijdschriften werd gepubliceerd. Later volgden ook theaterteksten.
In 2012 debuteerde ze als romanschrijfster.

## Werken
- Krieg (roman, 2012/ 3e herziene druk 2021)
- De wetten van de makrelen (roman, 2013)
- Het gebouw (toneel, 2014)
- Kanaries zijn geen echte vogels (roman, 2014)
- Zo verdomd gelukkig (roman, 2016)
- De nieuwe schoenen van Markus (roman, 2021)